# Stazione di Battipaglia
La stazione di Battipaglia è una importante stazione ferroviaria di snodo e di diramazione a servizio dell'omonimo comune. Considerata strategica e storicamente designata come la "Porta del Sud", è ubicata al punto di partenza del principale asse ferroviario meridionale, la ferrovia Tirrenica Meridionale che va, appunto, da Battipaglia a Reggio Calabria passando per Paola e Lamezia Terme. È punto d'origine, inoltre, della complementare ferrovia Battipaglia-Potenza-Metaponto per la Basilicata e per Taranto, Bari, Brindisi e Lecce in Puglia.

## Storia
La stazione di Battipaglia fu attivata nel 1863 all'apertura del tronco ferroviario Battipaglia-Eboli.
Nel 1883, con l'apertura del primo tronco della ferrovia Tirrenica Meridionale, divenne stazione di diramazione.
Il fabbricato viaggiatori fu costruito nel 1937-38 su progetto dell'architetto Roberto Narducci.

## Strutture e impianti
La stazione ferroviaria è posizionata all'inizio della ferrovia Tirrenica Meridionale. Poco dopo la stazione si trova il bivio per la linea che conduce a Potenza.
Il fabbricato viaggiatori, ristrutturato negli anni 2010, ospita al suo interno una biglietteria, una sala d'attesa, la sala per la dirigenza del movimento, un ufficio della Polfer ed una tabaccheria.
Il piazzale è composto da cinque binari passanti dedicati al servizio passeggeri, muniti di banchine, pensiline, ascensori e sottopassaggi. È presente uno scalo merci di notevoli dimensioni: a suo servizio infatti ci sono quindici binari passanti ed uno tronco. È presente anche un fabbricato merci e proprio da Battipaglia hanno origine diversi treni merci.

## Movimento
Snodo nevralgico e fondamentale per il trasporto su rotaia sia passeggeri che merci, la stazione è servita da treni nazionali a lunga percorrenza ordinari e ad alta velocità: Frecciarossa, Frecciargento, Intercity ed Intercity Night espletati da Trenitalia. È capolinea di alcuni Frecciarossa Alta Velocità da/per Milano Centrale e Torino Porta Nuova. È, inoltre, fermata di tutti i treni Metropolitani, Regionali e Regionali Veloci, svolti anch'essi da Trenitalia nell'ambito del contratto di servizio stipulato con la Regione Campania.

## Servizi
La stazione, che RFI classifica nella categoria "Gold", dispone di:
- Biglietteria a sportello
- Biglietteria automatica
- Posto di Polizia ferroviaria
- Sala d'attesa
- Servizi igienici
- Ufficio oggetti smarriti
- Tabaccheria
- Annuncio sonoro treni in arrivo, in partenza e in transito
- Sottopassaggio pedonale

## Interscambi
- Stazione taxi
- Fermata e terminal autobus SITA e di diverse linee private[3]